# Voimatalo

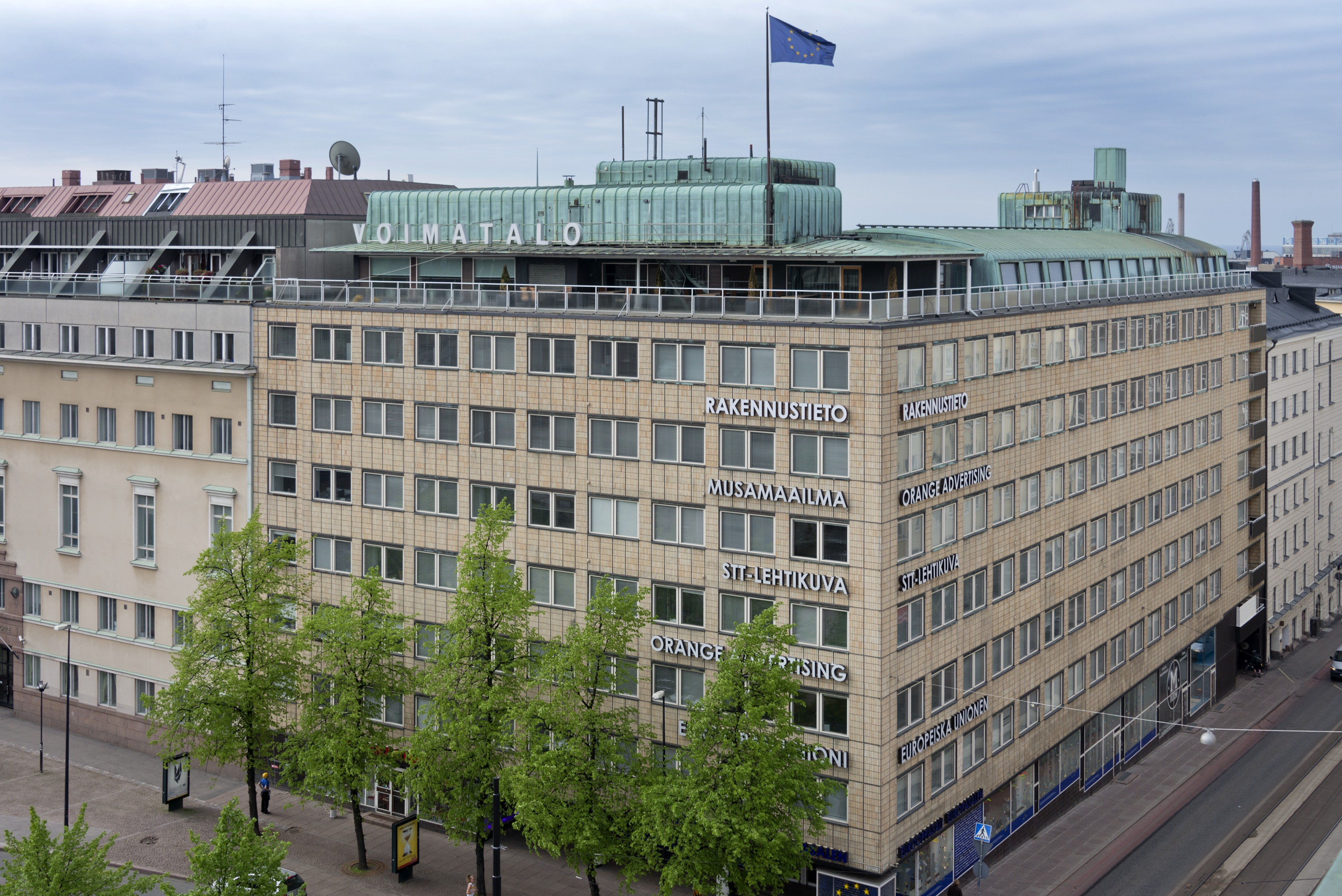
Voimatalo (2013)

Das Voimatalo ist ein im Stile der Moderne errichtetes Bürogebäude im Helsinkier Stadtteil Kamppi. Namensgeber war das staatliche Energieunternehmen Imatran Voima, das hier zeitweise seinen Hauptsitz hatte. Derzeit wird das Gebäude unter anderem als Repräsentanz der Europäischen Kommission sowie des Europäischen Parlaments in Finnland genutzt, die jeweils Räumlichkeiten im unteren Teil des Gebäudes angemietet haben.

## Geschichte und Hintergrund
Das 1932 gegründete staatliche Energieunternehmen Imatran Voima war zunächst in den oberen Stockwerken des Kaufhauses Stockmann untergebracht, wuchs jedoch mit dem von ihm verantworteten zunehmendem Ausbau des Stromnetzes in Finnland. 1947 erwarb das Unternehmen das Gelände an der Malminkatu südlich des Busbahnhofs und gewann Aarne Ervi, der bereits Kraftwerke für Imatran Voima entworfen hatte, als Architekten für den Bau des achtstöckigen Büro- und seinerzeitigen Wohngebäudes. Nachdem dort befindliche Holzhäuser abgerissen worden waren, begann nach der Grundsteinlegung 1949 der bis zum Frühjahr 1951 dauernde Bau des Gebäudes. 
Ervi nutzte vor allem Beton für den Bau des Gebäudes, so dass die Anzahl der Stockwerke gegenüber der üblichen Bauweise erhöht wurde. Für die Fassade wurden von Arabia hergestellte Keramikfliesen und Glasziegelfenster verwendet, diese wurden jedoch bereits Mitte der 1950er Jahre durch normale Fenster ersetzt. In den 1990er Jahren wurde das Gebäude renoviert, dabei wurden bestehende Wohnungen in Büroflächen umgebaut.
Neben Imatra Voima beherbergte das Gebäude im Laufe der Zeit auch den finnischen Elektrizitätsverband und das Ministerium für Land- und Forstwirtschaft. 1998 verschmolz Imatran Voima mit dem in Espoo sitzenden staatlichen Ölunternehmen Neste Oyj zu Fortum. Anschließend wurde das Gebäude an die Immobilientochter des französischen Versicherungskonzerns AXA veräußert, 2014 wurde das zwischen 2008 und 2009 renovierte Haus von der schwedischen Investmentgesellschaft Niam erworben.
Das Gebäude beherbergt den von den EU-Institutionen betriebenen Veranstaltungsort Eurooppasali, der 100 Personen fassen kann und für Diskussionen aus den Bereichen Politik, Kultur, Bildung und Zivilgesellschaft ein Forum bieten soll. Es grenzt an die Deutsche Schule Helsinki an.